# Charlton St Peter
Charlton St Peter – wieś w Anglii, w hrabstwie Wiltshire, w pobliżu Pewsey. Leży 26 km na północ od miasta Salisbury i 121 km na zachód od Londynu.